# 헨리 디어본
헨리 디어본(Henry Dearborn, 1751년 2월 23일 ~ 1829년 6월 6일)은 미국의 의사이자, 정치인으로 미국 독립 전쟁과 1812년 전쟁에 참전한 군인이었다.
미국 독립 전쟁이 발발하자, 그는 60명의 민병대를 조직하여 보스턴으로 이끌었으며, 그곳 벙커힐 전투에서 존 스타크 대령의 제1 뉴햄프셔 연대에서 대위로 싸웠다. 그후 힘든 미국의 퀘벡 원정 동안 그는 베네딕트 아놀드 휘하의 복무를 자원했다. 그의 저널은 그 작전에 대한 귀중한 기록으로 남았다. 그는 1775년 12월 31일 퀘벡 전투에서 포로로 잡혀 1년간 억류되었다. 1776년 가석방되어 풀려났지만, 1777년 3월까지는 교환되지 못했다.
타이컨더로가 프리먼 농장과 새러토가 전투에서 참전한 이후, 디어본은 밸리 포지에서 조지 워싱턴의 본대에 중령으로 입대를 했고, 그곳에서 그는 1777년에서 이듬해 겨울까지를 보냈다. 그는 1778년과 1779년의 몬머스 전투에서 참전하였으며, 그는 존 설리번 소장을 동반하여 뉴욕 북쪽의 이로쿼이 연맹과 맞서며 설리번 원정대에 참가하였다. 1778년에서 이듬해 겨울동안, 그는 코네티컷 레딩에 있는 현재의 퍼트넘 기념 주립 공원 위치에 주둔을 했다. 디어본은 1781년 조지 워싱턴 장군의 참모로 대령 계급을 달고 병참 사령부 부관으로 참여하여 요크타운 전투 이후 콘월리스가 항복하는 자리에도 참여를 했었다.

## 생애
뉴햄프셔 노스 햄프턴에서 사이먼 디어본과 새라 마스턴 부부 사이에 태어나, 어린 시절 대부분을 에핑에서 보냈으며, 그곳에서 공립학교를 다녔다. 의학을 공부해서 노팅엄의 광장에서 1772년 개원했다.

## 같이 보기
- 미국 독립 전쟁의 전투 목록
- 왜건

## 역대 선거 결과
| 선거명      | 직책명                           | 대수 | 정당       | 1차 득표율 | 1차 득표수 | 2차 득표율 | 2차 득표수 | 3차 득표율 | 3차 득표수 | 결과 | 당락                       |
| ----------- | -------------------------------- | ---- | ---------- | ---------- | ---------- | ---------- | ---------- | ---------- | ---------- | ---- | -------------------------- |
| 1793년 선거 | 하원의원 (매사추세츠 제4선거구)  | 3대  | 민주공화당 | 29.15%     | 667표      | 60.89%     | 1,107표    |            |            | 1위  | 매사추세츠주 하원의원 당선 |
| 1794년 선거 | 하원의원 (매사추세츠 제12선거구) | 4대  | 민주공화당 | 51.79%     | 464표      |            |            |            |            | 1위  | 매사추세츠주 하원의원 당선 |
| 1797년 선거 | 하원의원 (매사추세츠 제12선거구) | 5대  | 민주공화당 | 31.14%     | 373표      | 33.75%     | 787표      | 47.36%     | 1,450표    | 2위  | 낙선                       |
| 1817년 선거 | 매사추세츠 주지사                | 11대 | 민주공화당 | 45.13%     | 38,129표   |            |            |            |            | 2위  | 낙선                       |